# Рута (мера длины)
Рута (нем. Ruthe) — поземельная мера длины, бывшая в немецких государствах до введения метрической системы в общем употреблении. Одна и та же рута имела десятичные подразделения (геометрическая рута = 10 геом. футам = 100 геом. дюймам) и двенадцатеричные (обыкновенная рута = 12 футам = 144 дюймам). Рейнландская рута была в Германии нормальной, но, кроме того, было несколько рут различной длины и с разными подразделениями: вюртембергская рута в 10 футов = 2,865 м; баварская рута в 10 футов = 2,919 м, баденская рута в 10 футов = 3 м, брауншвейгская рута в 16 футов = 4,565 м, ганноверская в 16 футов = 4,672 м. Употреблялись также квадратные руты, как меры поверхности и объёмные руты (но не кубические), например, для битого камня. В Норвегии рута = 6,275 м; см. английскую руту под названием роод; голландская рута или роеде (нидерл. Roeda) = 100 м.